# Yamaha XT660/XTZ690/T7
De Yamaha XT660 is een motorfiets van  Yamaha en de vervanger van de XT600. Yamaha introduceerde in 2004 twee varianten, een Enduro (R) en een Supermoto (X). In 2008 volgde een Allroad (Z). De XT660Z is beter bekend als de Ténéré waarvan eerder diverse eencilinders (XT600Z en XTZ660) en tweecilinder (XTZ750) bestonden.

## Specificaties

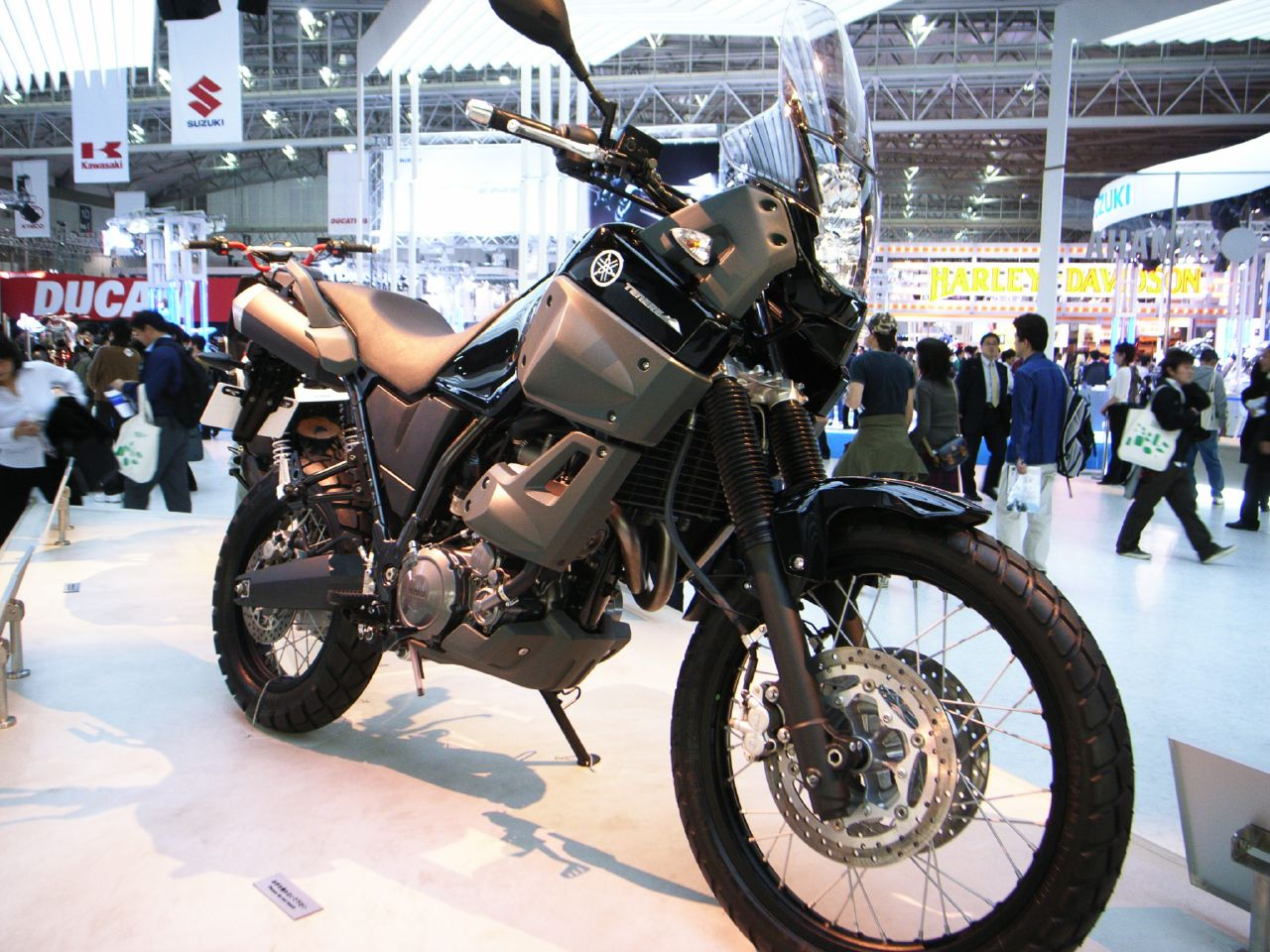
XT660Z Ténéré

- vloeistofgekoeld, viertakt, 4 kleppen, 1 cilinder, SOHC
- 660cc
- 35,3 kW (48 pk)
- 60,0 Nm bij 6.000  tpm
- 5 versnellingen
- injectie

Deze motor wordt gebouwd door Motori Minarelli. Hij wordt ook gebruikt in de Yamaha MT-03, Derbi Mulhacen en de Aprillia Pegaso.

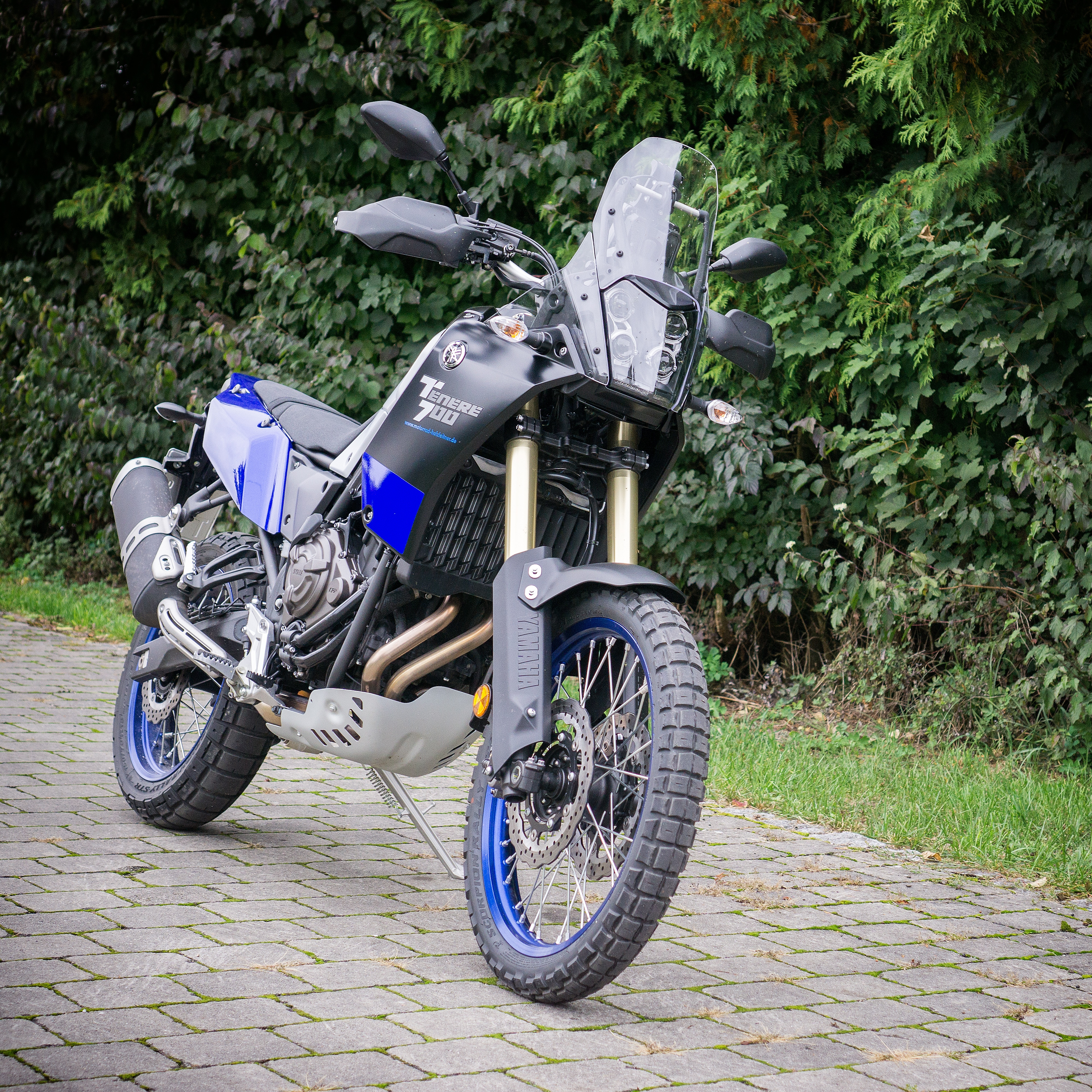
Yamaha T7 Ténéré 2019

Sinds juli 2019 is de nieuwe versie verkrijgbaar in België en Nederland, de Yamaha T7 Ténéré, 2, gebaseerd op de MT-07
- Vloeistofgekoeld, viertakt, 2 cilinders DOHC
- 689 cc
- 6 versnellingen
- Elektrisch startsysteem
- Inhoud brandstoftank 16 liter
- Grondspeling 240 mm
- Rijklaar gewicht 204 kg
- Maximale belasting 190 kg
- LED verlichting